# Square de la Bresse
Le square de la Bresse est une voie du 16e arrondissement de Paris, en France.

## Situation et accès
Le square de la Bresse est une voie privée située dans le 16e arrondissement de Paris. Il débute au 140, boulevard Murat et se termine en impasse.

## Origine du nom

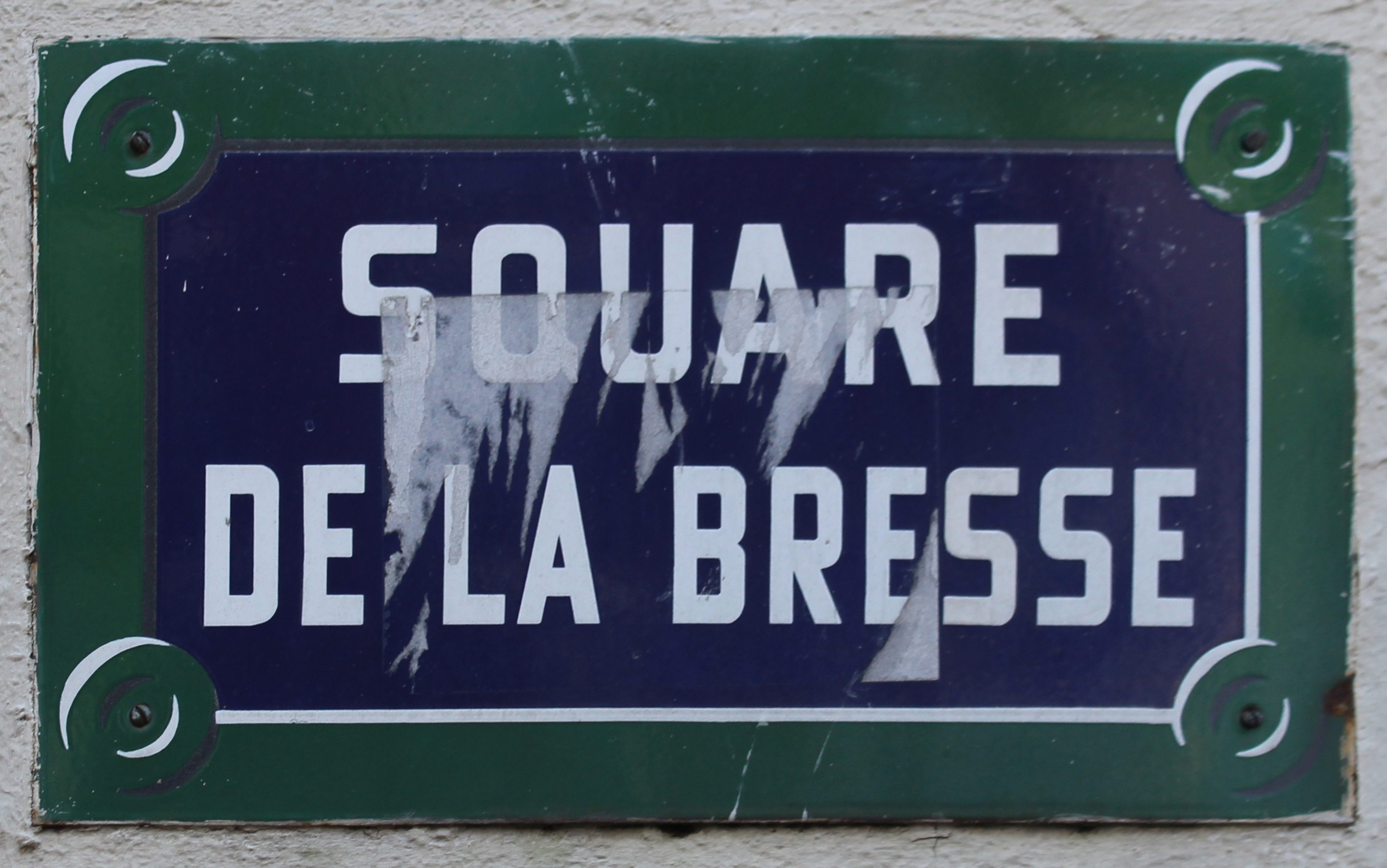
Plaque du square.

Il porte le nom de l'ancienne province, la Bresse.

## Historique
Ce square est créé et prend sa dénomination actuelle en 1932 sur l'emplacement du bastion no 67 de l'enceinte de Thiers.